# Conostigmus mistus
Conostigmus mistus är en stekelart som först beskrevs av W. Foerster 1861.  Conostigmus mistus ingår i släktet Conostigmus och familjen trefåresteklar. Inga underarter finns listade i Catalogue of Life.